# Evangelische Kirche (Rehsen)

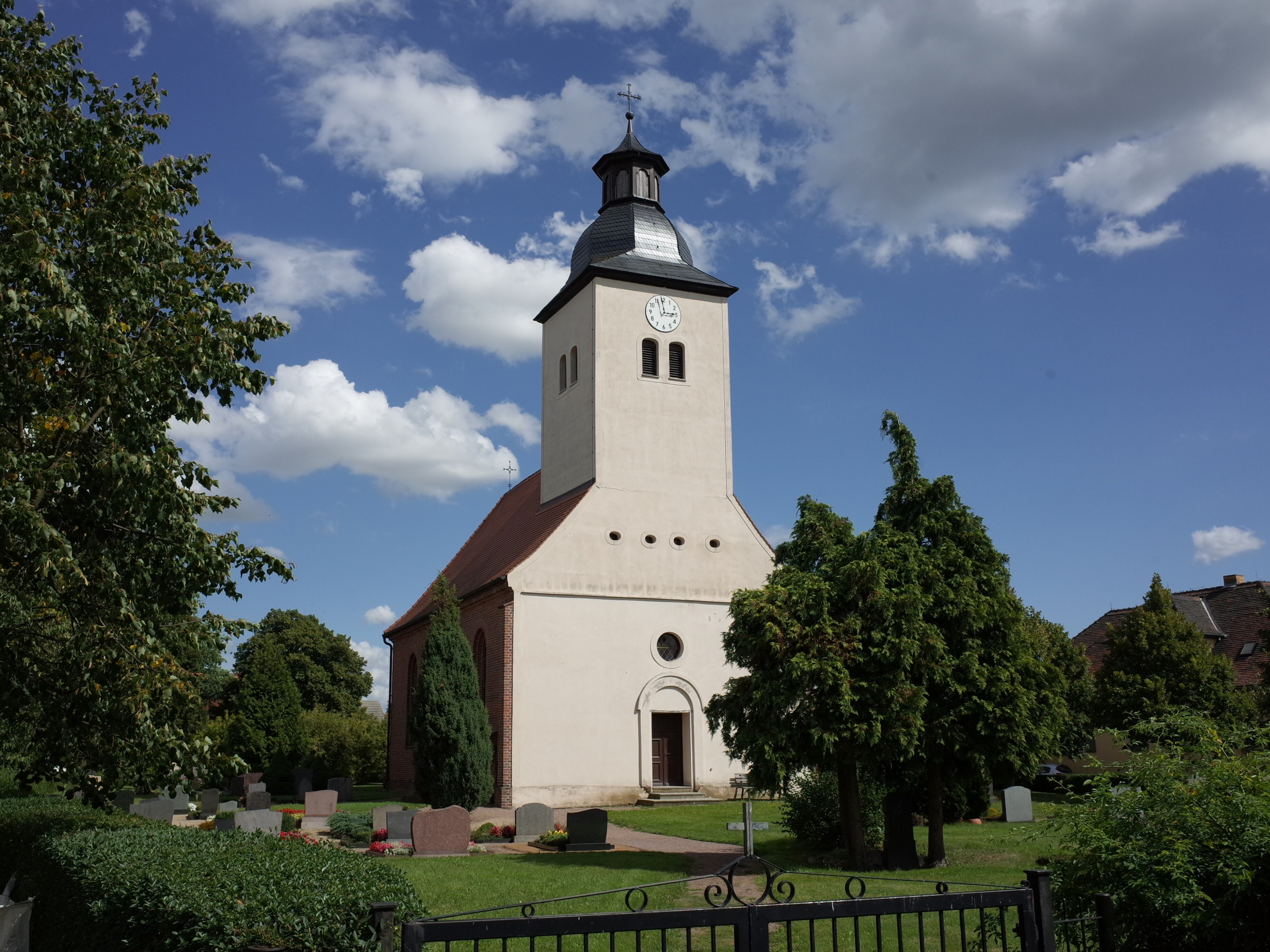
Die Evangelische Kirche in Rehsen

Bei der Evangelischen Kirche handelt es sich um eine 1707 erbaute Kirche in Rehsen, einem Ortsteil der Stadt Oranienbaum-Wörlitz im Landkreis Wittenberg in Sachsen-Anhalt.

## Geschichte
1207 wird zum ersten Mal eine Kapelle in Rehsen erwähnt. Sie gehörte zum Amtsbezirk der Kirche in Wörlitz und musste an diese auch Zinsen zahlen. 1628 wurde die Kirche durch ein Feuer zerstört. 1707 wurde die Kirche als Fachwerkbau und mit vorgeblendeten Ziegel wiederaufgebaut. Dieser Neubau kostete 979 Reichstaler und 14 Gulden. Von 1826 bis 1828 wurde die Kirche renoviert. Dabei fügte man dem Bau vorgelagerte Umfassungsmauern aus Backsteinen an. Bei dieser Reparatur wurden jedoch nicht die Schwellen im Turm erneuert, weshalb man die Kirche 1847 erneut renovieren musste. In den 1860er Jahren folgten dann weitere Renovierungen. Von 1976 bis 1981 wurde das Dach der Kirche neu eingedeckt. 2001 wurde der Turm saniert, wobei fast das gesamte Fachwerk ausgetauscht werden musste.

## Beschreibung
Das Holz im Inneren der Kirche ist rotbraun, während die Wände cremeweiß gestrichen sind. Die Kanzel der Kirche befand sich ursprünglich hinter dem Altar wurde aber auf den hölzernen Blockaltar versetzt.  Sie besteht aus Tannenholz und hat ein geschnitztes, hochbarockes Kanzelgehäuse, das mit Weinlaub und umwundenen gedrehten Säulen mit Kompositkapitellen verkleidet wurde. Oben befindet sich ein gebrochenen Giebel, der mit je einem Putto mit Schild bekrönt wurde. Der Kanzelkorb ist dreiseitig gewölbt. In den Giebel ist der Schalldeckel eingefügt, auf dem sich eine Engelsfigur mit aufgerolltem Notenbuch erhebt.
Die Glocke der Kirche stammt von den Glockengießern Gabriel und Zacharias Hilger und läutet seit 1628 in Rehsen.